# Act venețian
Act venețian este o piesă de teatru a autorului român Camil Petrescu.  

## Prezentare
Povestea are loc în Veneția, în ultimii ei ani ca republică independentă, în Palatul Pietro Gralla (actul I și III) și într-un chioșc mic izolat pe mare (actul II).

## Personaje
- Pietro, un bărbat ca de 40 - 50 de ani, fost sclav și pirat
- Alta, femeie, cu o frumusețe neliniștitoare
- Nicola, un uriaș tăcut
- Cellino, un tânăr și frivol nobil

## Teatru radiofonic
- 1965 - Act venețian, adaptare de Eugenia Dovides și Magdalena Boiangiu, regia artistică Elena Negreanu. Cu actorii Olga Tudorache, Gheorghe Ionescu Gion, Victor Rebengiuc, Colea Răutu și Victoria Mierlescu. Regia de studio: Crânguța Manea. Regia muzicală: Romeo Chelaru. Regia tehnică: ing. George Buican.[1]